# Compesières
Compesières (toponimo francese) è una frazione del comune svizzero di Bardonnex, nel Canton Ginevra.

## Storia

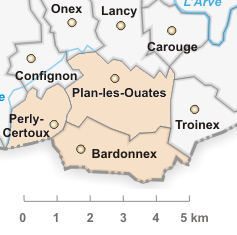
Il territorio del comune di Compesières prima delle divisioni comunali del 1821-1851

Già comune autonomo istituito nel 1816 e dal quale nel 1821 era stata scorporata la località di Perly-Certoux, divenuta comune autonomo, fu soppresso nel 1851 con la sua divisione nei nuovi comuni di Bardonnex e Plan-les-Ouates; da allora la località di Compesières è una frazione di Bardonnex.

## Monumenti e luoghi d'interesse

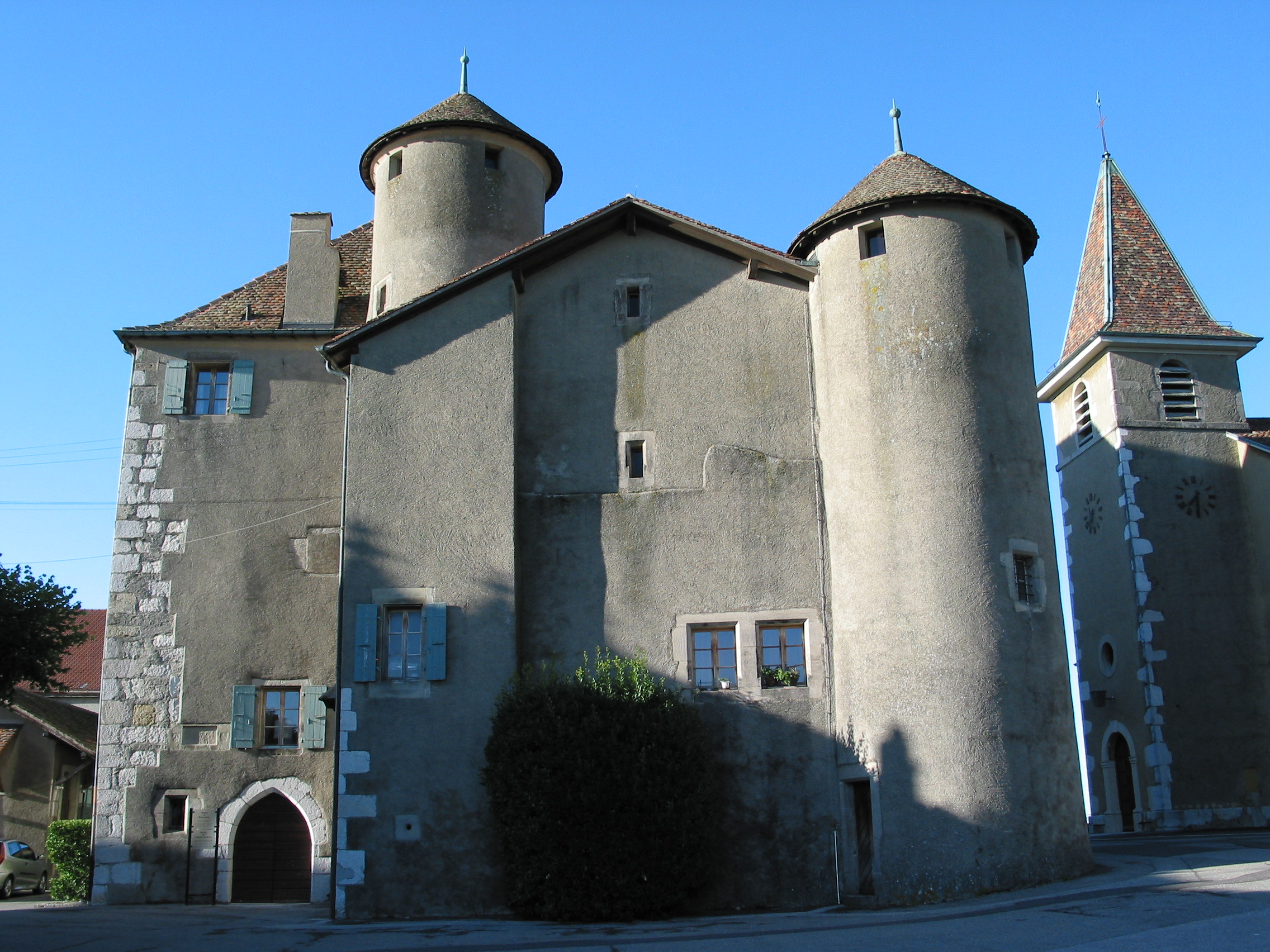
La commenda di Compesières

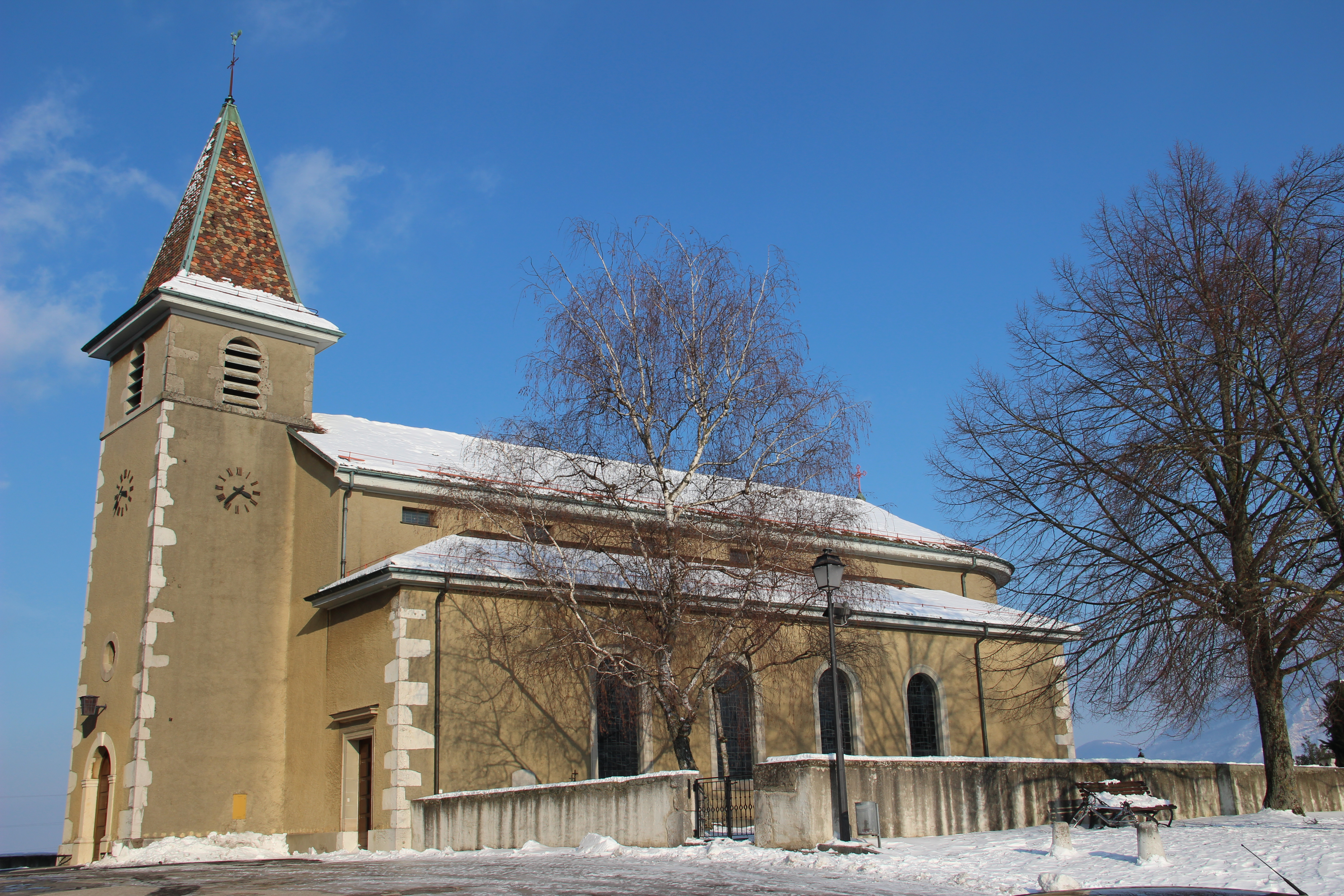
La chiesa commendataria

- Commenda di Compesières, eretta nel 1270[2];
- Chiesa commendataria, ricostruita nel XV secolo, nel XVII secolo e nel 1834-1835[2].